# Muthugaduru, Holalkere
Muthugaduru là một làng thuộc tehsil Holalkere, huyện Chitradurga, bang Karnataka, Ấn Độ.